# Stora Rödsjön, Västergötland
Stora Rödsjön eller Stora Nätersätersjön, är en sjö i Skara kommun i Västergötland och ingår i Göta älvs huvudavrinningsområde.  Den 9 kilometer långa vandringsleden Flämsjön runt passerar sjön.

## Galleri

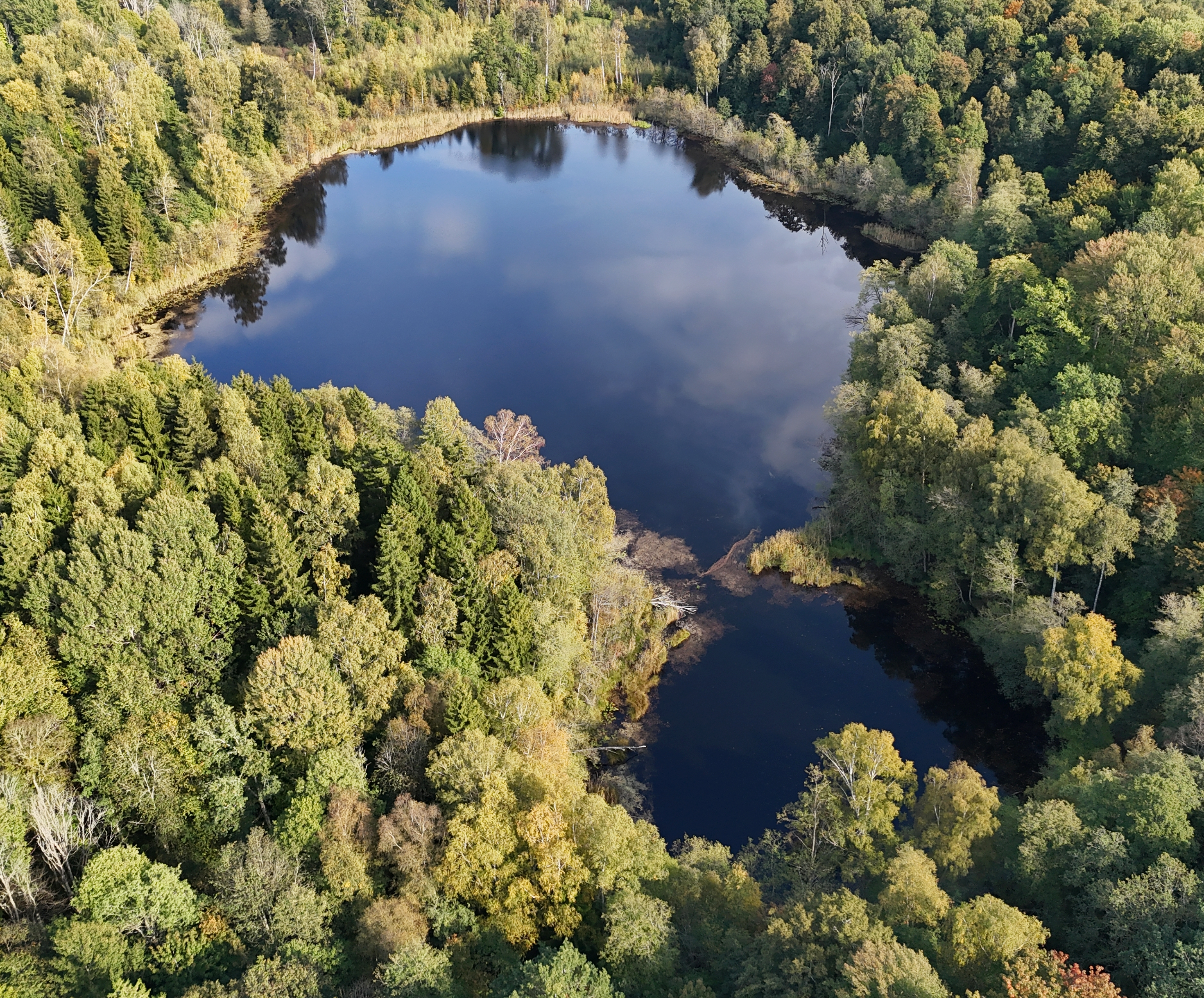
Sjöns inlopp i norr.